# Ophthalmolabus guineensis
Ophthalmolabus guineensis es una especie de coleóptero de la familia Attelabidae.

## Distribución geográfica
Habita en Camerún, Guinea Ecuatorial y Guinea.